# Leask
Leask es un pueblo canadiense situado en la provincia de Saskatchewan.

## Superficie
Leask tiene una superficie de 0,73 km².

## Demografía
En 2021, tenía 379 habitantes, una densidad poblacional de 516,6 hab./km², y 197 viviendas.